# Pomponema polydontus
Pomponema polydontus är en rundmaskart som beskrevs av Murphy 1963. Pomponema polydontus ingår i släktet Pomponema och familjen Cyatholaimidae. Inga underarter finns listade i Catalogue of Life.